# Sebastian Gassner
Sebastian Gassner (* 1987 geboren als Sebastian Schädler in Vaduz) ist ein liechtensteinischer Politiker (FBP). Seit 2021 ist er Abgeordneter im liechtensteinischen Landtag.

## Leben
Sebastian Gassner wuchs als mittlerer von drei Söhnen in Triesenberg auf. Er besuchte von 1994 bis 1999 die örtliche Primarschule und von 1999 bis 2004 die Realschule Triesen. Von 2004 bis 2008 besuchte er die Höhere Technische Bundeslehr- und Versuchsanstalt Rankweil in Vorarlberg und machte dort seine Matura. Danach studierte er von 2009 bis 2015 Elektro- und Informationstechnik an der Technischen Universität München und erhielt dort einen Master of Science. Während seines Studiums wurde er Mitglied der katholischen Studentenverbindung KDStV Aenania München. Für seine Masterarbeit zum Thema „Analyse, Synthese und Kodierung von transienten Schallsignalen“ wurde er mit dem Pelkhovenpreis ausgezeichnet. Von 2015 bis 2019 arbeitete er bei der Thyssenkrupp Presta AG in Eschen im Bereich Robotik. Seit 2019 ist er Ingenieur bei der Ivoclar Vivadent AG in der Technologieentwicklung für dentale Geräte.
Bei der Landtagswahl in Liechtenstein 2021 wurde er für die Fortschrittliche Bürgerpartei in den Landtag des Fürstentums Liechtenstein gewählt. 2025 erfolgte seine Wiederwahl.
Seit seiner Hochzeit mit der Österreicherin Marina Gassner im Dezember 2021 trägt er den Namen seiner Ehefrau. Er lebt in Triesenberg.